# Deropeltis sculpturata
Deropeltis sculpturata är en kackerlacksart som beskrevs av Krauss 1890. Deropeltis sculpturata ingår i släktet Deropeltis och familjen storkackerlackor. Inga underarter finns listade i Catalogue of Life.